# شبیه‌سازی فرایند نیم‌رسانا
شبیه‌سازی فرایند نیم‌رسانا (به انگلیسی: Semiconductor process simulation) مدل‌سازی ساخت افزاره‌های نیم‌رسانا مانند ترانزیستور است. این شاخه ای از خودکارسازی طراحی الکترونیکی است و بخشی از یک زیرشاخه است که به‌عنوان فناوری کَد یا تی‌کَد شناخته می‌شود.،: فصل 24

این شکل یک نتیجه از فرایند نیم‌رسانا را نشان می‌دهد. ورودی توصیفی از فرایند ساخت نیم‌رسانا است. این نتیجه همان‌طور که در اینجا نشان داده شده‌است هندسه نهایی و غلظت تمام مواد آلاینده است. سپس توسط برنامه‌های دیگر برای پیش‌بینی خواص الکتریکی افزاره‌های تشکیل شده استفاده می‌شود. (CRC Electronic Design Automation for IC Handbook, Chapter 24)

هدف نهایی شبیه‌سازی فرایند، پیش‌بینی دقیق توزیع آلاینده فعال، توزیع تنش و هندسه افزاره است. شبیه‌سازی فرایند معمولاً به عنوان ورودی برای شبیه‌سازی افزاره، مدل‌سازی مشخصات الکتریکی افزاره استفاده می‌شود. پردازش و شبیه‌سازی افزاره، ابزارهای اصلی مرحله طراحی را تشکیل می‌دهند که به‌عنوان تی‌کَد یا فناوری طراحی به کمک رایانه شناخته می‌شوند. با در نظر گرفتن فرایند طراحی مدار مجتمع به عنوان یک سری مراحل با کاهش سطوح انتزاع، سنتز منطق در بالاترین سطح و تی‌کَد با نزدیک‌ترین مرحله به ساخت، فازی با کمترین میزان انتزاع خواهد بود. به دلیل مدل‌سازی فیزیکی دقیق، شبیه‌سازی فرایند تقریباً به‌طور انحصاری برای کمک به توسعه افزاره‌های منفرد، چه گسسته یا به عنوان بخشی از یک مدار مجتمع، استفاده می‌شود. :۶۹۲
ساخت افزاره‌های مدار مجتمع نیازمند یک سری گام‌های پردازشی است که جریان فرایند نامیده می‌شود. شبیه‌سازی فرایند شامل مدل‌سازی تمام مراحل ضروری در جریان فرایند به منظور بدست آوردن پروفایل‌های آلاینده و تنش و تا حدی کمتر، هندسه افزاره است. ورودی برای شبیه‌سازی فرایند، جریان فرایند و یک جانمایی (به انگلیسی: layout) است. جانمایی به‌عنوان یک برش خطی در یک جانمایی کامل برای یک شبیه‌سازی دوبُعدی یا یک برش مستطیلی از جانمایی برای یک شبیه‌سازی سه‌بُعدی انتخاب می‌شود.
تی‌کَد به‌طور مرسوم عمدتاً بر بخش ساخت ترانزیستور از جریان فرایند متمرکزشده است که با تشکیل اتصال‌های سورس و درین پایان می‌یابد - همچنین به عنوان تولید انتهای خط نیز شناخته می‌شود. انتهای خط تولید، به عنوان مثال لایه‌های میان‌هابند و دی‌الکتریک در نظر گرفته نمی‌شوند. یکی از دلایل ترسیم، در دسترس بودن ابزارهای تحلیل قدرتمند مانند فنون‌های میکروسکوپ الکترونی، میکروسکوپ الکترونی روبشی (SEM) و میکروسکوپ الکترونی عبوری (TEM) است که امکان اندازه‌گیری دقیق هندسه افزاره را فراهم می‌کند. هیچ ابزار مشابهی برای اندازه‌گیری دقیق با وضوح بالا پروفایل‌های آلاینده یا تنش در دسترس نیست. با این وجود، علاقه فزاینده ای برای بررسی تعامل بین گام‌های تولید مرحلهٔ پیشین (به انگلیسی: front end) و مرحلهٔ پسین (به انگلیسی: back end) وجود دارد. به عنوان مثال، تولید مرحلهٔ پیشین ممکن است باعث ایجاد تنش در ناحیه ترانزیستور تغییرکردن عملکرد افزاره شود. این تعاملات نیاز به میانجی‌های (به انگلیسی: interfaces) بهتر برای ابزارهای شبیه‌سازی مرحلهٔ پسین یا منجر به یکپارچه‌سازی برخی از این قابلیت‌ها در ابزارهای TCAD می‌شود.
علاوه بر گسترش دامنه اخیرِ شبیه‌سازی فرایند، همیشه تمایل به داشتن شبیه‌سازی‌های دقیق‌تر وجود داشته‌است. با این حال، مدل‌های فیزیکی ساده‌شده معمولاً برای به حداقل رساندن زمان محاسبات مورد استفاده قرار گرفته‌اند. اما، کوچک شدن ابعاد افزاره، تقاضاهای فزاینده ای را برای دقت پروفایل‌های آلاینده و تنش ایجاد می‌کند، بنابراین مدل‌های فرایند جدیدی برای هر نسل از افزاره‌ها اضافه می‌شود تا با نیازهای دقت جدید مطابقت داشته باشد. بسیاری از مدل‌ها مدت‌ها قبل از اینکه مورد نیاز باشند توسط محققان طراحی شده‌اند، اما گاهی اثرات جدید تنها زمانی شناسایی و درک می‌شوند که مهندسان فرایند یک مشکل را کشف‌کنند و آزمایش‌هایی انجام شود. در هر صورت، روند افزودن مدل‌های فیزیکی بیشتر و در نظر گرفتن اثرات فیزیکی دقیق‌تر ادامه خواهد داشت و ممکن است تسریع شود.

## روش‌های شبیه‌سازی فرایند
مراحل فرآیندی که اغلب با شبیه‌سازی فرایند مرتبط هستند عبارتند از کاشت یون، بازپخت (پخش و فعال‌سازی آلاینده)، زُدایش، لایه‌نشانی، اکسایش و برآرایی. سایر مراحل متداول عبارتند از: مسطح‌سازی شیمیایی-مکانیکی (CMP)، سیلیسیدِش (به انگلیسی: silicidation)، و فروکشی (به انگلیسی: reflow). 